# Стража-на-Горі
Стража-на-Горі (словен. Straža na Gori) — поселення в общині Шентюр, Савинський регіон, Словенія. 
Висота над рівнем моря: 461,5 м.